# Imagen Awards
Imagen Awards é uma premiação entregue pela Imagen Foundation, uma organização dedicada a "encorajar e reconhecer as representações positivas dos latinos na indústria do entretenimento". Para ser considerado apto a concorrer um Prêmio Imagen, uma peça de mídia ou pessoa deve passar por um processo de inscrição. Helen Hernandez é presidente da Imagen Foundation.

## História
Em 1983, Helen se encontrou com o prolífico escritor e produtor de televisão Norman Lear. "Lear tinha plena consciência da quase ausência de retratos positivos dos latinos na indústria do entretenimento e compreendia a importância das imagens positivas. Os dois se encontraram com os líderes da Conferência Nacional para Comunidade e Justiça, um respeitado grupo de relações humanas não sectárias organização comprometida com o combate ao preconceito e às tensões raciais".
O resultado foi a competição Imagen Foundation Awards (ou mais conhecido apenas como Imagen Awards), criada em 1985.
Os homenageados anteriores incluem profissionais da indústria do entretenimento como Andy García, Antonio Banderas, Phil Roman, Edward James Olmos, Bill Meléndez, Rita Moreno, Jennifer Lopez e Héctor Elizondo.

## Categorias

### Prêmios de televisão
- Melhor programa de televisão do horário nobre
- Melhor programa do horário nobre: especial ou filme da semana
- Melhor Ator de Televisão
- Melhor Atriz de Televisão
- Melhor ator coadjuvante de televisão
- Melhor atriz coadjuvante de televisão
- Melhor Jovem Ator de Televisão
- Melhor jovem atriz de televisão
- Melhor programação infantil
- Melhor Programa Informativo Nacional
- Melhor Programa Informativo Local
- Melhor Publicidade On-Air
- Melhor Variedade ou Reality Show

### Web Awards
- Melhor série da web: Drama
- Melhor série da web: comédia
- Melhor série da web: realidade ou informativa

## Ligações Externas
- «Sítio oficial»